# Bernard Serin
Bernard Serin (* 26. Mai 1922 in New York City; † 18. Juni 1974 in Cheadle Hulme, England) war ein US-amerikanischer Physiker.
Serin wurde bei Leonard Schiff an der University of Pennsylvania promoviert und war ein Jahr als Post-Doktorand an der New York University. 1947 kam er an die Rutgers University, wo er Professor wurde. 1973 wechselte er an die University of Manchester in England.
Serin befasste sich experimentell mit Supraleitung und entdeckte 1950 den Isotopieeffekt in Supraleitern. Dieser wies die Rolle der Elektron-Phonon-Wechselwirkung bei der Supraleitung nach und war damit eine wesentliche Grundlage für die Entwicklung einer korrekten Theorie der Supraleitung durch Herbert Fröhlich und John Bardeen und danach durch Bardeen, Leon Cooper und John Robert Schrieffer (BCS-Theorie). Seine Experimente spielten auch danach eine wichtige Rolle in der Entwicklung der Theorie von Typ 2 Supraleitern.
Er befasste sich auch mit Transporteigenschaften normaler Metalle und  Edelgas-Kristallen.
Ein Physik-Gebäude an der Rutgers University ist nach ihm benannt.

## Schriften
- Superconductivity - experimental part, in Siegfried Flügge Handbuch der Physik, Band 15, 1956